# タリヤイ・サンドヴィク・ムー
タリヤイ・サンドヴィク・ムー（Tarjei Sandvik Moe, 1999年5月24日 - ） は、ノルウェー出身の俳優。ノルウェーのティーン向けドラマ『Skam』シーズン3の主人公・Isak Valtersenを演じたことで一躍有名となった。彼の演技と『Skam』シーズン3は、ステレオタイプではない同性愛の描写によって広く賞賛を受け、共演者のヘンリック・ホルムと共に、ノルウェーの権威ある賞を2つ受賞した。
『Skam』終了後は、ミュージカル『Grease』ノルウェー公演に出演。2018年には映画『En affære』に出演した。

## キャリア
『Skam』Isak Valtersen役として、シーズン1から最終シーズンのシーズン4までの全てに出演。シーズン3では主人公として脚光を浴びた 。ムーの演じるIsakのキャラクター、そして『Skam』シーズン3は、ステレオタイプな表現にとらわれない脚本や人物造形で同性愛を描いたことで広く賞賛され、ソーシャルメディア上の非公式翻訳を通じて海外の視聴者がシリーズを追うなど、同シリーズが世界的現象となる要因となった。
ムーは、Isakを演じたことにより、ノルウェーで毎年開催される同国のテレビ業界の表彰式 Gullruten2017の最優秀男優賞にノミネートされた 。この賞は逃したものの、Evenを演じたヘンリック・ホルムと共に視聴者賞を受賞。また、年間最優秀テレビモーメントでは、同じく『Skam』シーズン3より、シーン「O Helga Natt」が選出された。このシーンは、ムーとホルムによるシーズン３のクライマックスである 。授賞式の生中継では、キスカムがムーとホルムを捉えるという場面があった 。あらかじめ調整されたものではなかったにもかかわらず、彼らは自然なキスを披露してみせ、ノルウェー中の話題となった。授賞式のプロデューサーは俳優たちにキスをさせるつもりはなく、授賞式の司会者に「前に見たことがある（『Skam』劇中で）」とコメントさせて、カメラをパンアウトさせるつもりだった。ムーとホルムは報道陣に対し、キスカムについて「予想外だった」としながらも、「もう慣れた」とコメントした。2人のキスはそれまでに参加したパーティーで頻繁に求められた行為であると言及した。
2017年7月1日にはオスロプライド に参加。『Skam』の共演者であるCarl Martin Eggesbø、プロデューサーのMarianne Furevold-Bolandと共に、「Fryd」賞を受賞した。この賞は、ジェンダーとセクシュアリティに関する概念をポジティブな方法で打破する人物や団体に授与されるものである 。また、2018年2月には同シリーズの共演者Iman Meskiniと共に王宮での晩餐会に招かれ、ケンブリッジ公爵ウィリアム皇太子とウェールズ公妃キャサリンに面会する名誉を得た。ウィリアム皇太子とキャサリン公妃はS『Skam』が撮影された高校を訪れ、同シリーズのキャストたちと共に、『Skam』が世界中の人々に与えた大きな影響について話し合った。
高校卒業後は、舞台俳優としても活躍。2018年、ミュージカル『Grease』のDoody役で評価を得たのち、Oslo Nye Teaterで俳優として採用された。エレナ・フェッランテの小説『ナポリの物語』を基にした演劇作品などに出演した。2021年の春には、Oslo Nye Teaterのモノローグ劇『20 November』に出演し、非常に高い評価を受けた。また、2018年に公開されたヘンリク・マルティン・ダールスバッケン(Henrik Martin Dahlsbakken)監督の長編映画『En affære』（生徒と不倫する教師を描いたエロティック・スリラー）では、主役の一人を務めた。2023年には、Netflix映画の『Royalteen: Princess Margrethe』にカメオ出演している。その他数々の舞台、TVドラマ、ショートフィルムなどへの出演、さらには脚本を手がけるなど、幅広く活躍している。

## 私生活
ムーはノルウェーの高校 Hartvig Nissenに通っていた。Hartvig NissenはSkamの撮影地である。
2018年９月、ノルウェーのトーク番組『Senkveld』にゲストとして出演し、自らの性的指向を公に（カミングアウト）しないという決断について尋ねられた。ムーは、自分のセクシュアリティはプライベートな問題であると回答した。さらに、「人間というのは、自身の性的指向よりもずっと大きな存在だ。『彼はヘテロだ』とか『彼はゲイだ』とか、そういう大きな見出しがつくのは嫌なんだ。僕は俳優で、それが僕だ。だからそこに焦点を当てたい。『男の子が好きか女の子が好きか 』ということに焦点を当てることは、僕にとって重要ではない。」と述べた。

## 出演作品

### 映画およびTV
| Year      | Title                    | Role           | Notes                                                   |
| --------- | ------------------------ | -------------- | ------------------------------------------------------- |
| 2015–2017 | Skam                     | Isak Valtersen | TV series                                               |
| 2017      | Melk                     | Tinder guy     | TV series                                               |
| 2017      | The Emoji Movie          | Alex           | Norwegian dub                                           |
| 2018      | En affære                | Markus         |                                                         |
| 2019      | Strømmeland              | Himself        | Comedy TV series                                        |
| 2019      | On/Off                   |                | Short film. Alternative title: The Boyfriend Experience |
| 2019      | Skitten Snø              | Nicolas        | TV series                                               |
| 2020      | Vi Burde Ha Vært På Film | Alvin          | Short film. Script written by Tarjei.                   |
| 2020      | Gledelig Jul             | Petter         |                                                         |
| 2021      | Maxitaxi Driver          | Johannes       | TV series                                               |
| 2021      | Hemale Education         | Alvin          | Short film                                              |
| 2022      | Possession               | Oscar          |                                                         |

### 舞台
| Year | Title                  | Role                  | Notes           |
| ---- | ---------------------- | --------------------- | --------------- |
| 2016 | What Would Jesus Do    |                       | Antiteateret    |
| 2017 | Det Går Bra            |                       | Antiteateret    |
| 2018 | Grease                 | Doody                 | Chateau Neuf    |
| 2018 | Nyanser Av Gris        | Milan                 | Antiteateret    |
| 2018 | Fru Guri av Edøy       | Halvard               | Smøla           |
| 2018 | Snøfall                | Håkon                 | Oslo Nye Teater |
| 2019 | En sporvogn til begjær |                       | Oslo Nye Teater |
| 2019 | Min briljante venninne | Alfonso, Peppe, Dario | Oslo Nye Teater |
| 2019 | Snøfall                | Håkon                 | Oslo Nye Teater |
| 2020 | Til Ungdommen          |                       | Oslo Nye Teater |
| 2021 | 20. November           | Sebastian Bosse       | Oslo Nye Teater |